# Campionat del món de ciclisme en pista de 1939
El Campionat Mundial de Ciclisme en Pista de 1939 es va celebrar a Milà (Itàlia) del 26 d'agost al 3 de setembre de 1939.
Les competicions es van celebrar al Velòdrom Vigorelli de Milà. Es va competir en 2 disciplines, 1 de professional i 1 d'amateur. La final dels professionals entre el belga Jef Scherens i el neerlandès Arie van Vliet no es va disputar degut al començament de la Segona Guerra Mundial.

## Resultats

### Professional
| Prova                | Or                 | Argent             | Bronze                        |
| Velocitat individual | Final no disputada | Final no disputada | Albert Richter · Tercer Reich |

### Amateur
| Prova                | Or                          | Argent                 | Bronze                        |
| Velocitat individual | Jan Derksen · Països Baixos | Italo Astolfi · Itàlia | Gerhard Purann · Tercer Reich |

## Medaller
| Pos. | País          | Or | Plata | Bronze | Total |
| 1    | Països Baixos | 1  | 0     | 0      | 1     |
| 2    | Itàlia        | 0  | 1     | 0      | 1     |
| 3    | Tercer Reich  | 0  | 0     | 2      | 2     |